# (1039) Sonneberga
(1039) Sonneberga ist ein Asteroid des Hauptgürtels, der am 24. November 1924 vom Astronomen Max Wolf entdeckt wurde.
Er wurde nach der Sternwarte Sonneberg benannt.